# اشپیتس (لیختن‌اشتاین)
اشپیتس (به آلمانی: Spitz) یک کوه در لیختن‌اشتاین است که در رشته‌کوه رتیکون در آلپ شرقی واقع شده است. اشپیتس ۲٬۱۸۶ متر بالاتر از سطح دریا واقع شده است.